# Татав, Стефен
Стефен Татав Эта (фр. Stephen Tataw Eta; 13 марта 1963, Яунде, Камерун — 31 июля 2020, Яунде, Камерун) — камерунский футболист, выступавший на позиции правого защитника. Капитан сборной Камеруна на чемпионатах мира 1990 и 1994 годов.
С 1988 по 1994 год Татав выступал за камерунские команды «Тоннер» и «Олимпик» из Мволе. В их составе трижды выигрывал Кубок Камеруна (1989, 1991, 1992). В 1995 году перешёл в «Тосу Фьючерс», став первым игроком с африканского континента в чемпионате Японии. В 1996 году «Тосу» лишился главного спонсора, и Татав завершил свою профессиональную карьеру.
В составе сборной Камеруна Татав выходил на поле с капитанской повязкой на чемпионатах мира 1990 и 1994 годов. В 1990 году Камерун дошёл до четвертьфинала мундиаля, став первой африканской командой, достигшей столь высокого результата.
В апреле 2018 года являлся одним из 77 претендентов на вакантную должность тренера национальной сборной Камеруна.